# Neocancilla takiisaoi
Neocancilla takiisaoi är en snäckart som först beskrevs av Kuroda 1959.  Neocancilla takiisaoi ingår i släktet Neocancilla och familjen Mitridae. Inga underarter finns listade i Catalogue of Life.